# 李壁
李壁（1159年—1222年），又作李璧，字季章，号雁湖居士，又号石林。眉州丹棱县（今四川省丹棱县）人，南宋末年大臣，宋宁宗时参知政事。史学家李焘第六子。
李壁年少聪颖，属辞精博，日诵万余言，很善于写文章。周必大见他的文章，惊奇地说：“此谪仙才也。”以父荫入官。授监凤州比较务，主管刑、工部架阁，通判永康军。通过词赋冠类省试，登绍熙元年（1190年）进士，为秘书省正字。宁宗即位，担任校书郎。李壁依附韩侂胄，庆元元年（1195年）转任著作郎兼刑部郎、权礼部侍郎兼直学士院。开禧元年（1205年）受命出使金朝贺金章宗生辰，回国后上奏用兵当慎重，后发制人。开禧二年（1206年）韩侂胄出师之策已定，李壁进权礼部尚书，认为自己不能挽回，上疏请追夺秦桧王爵。开禧北伐失败，李壁弹劾苏师旦，随后拜参知政事。李壁参与礼部侍郎史弥远诛杀韩侂胄，兼知枢密院事。御史弹劾他反复无常，于是贬谪到抚州居住。四年后，又升任端明殿学士，知遂宁府。李壁死后，赠资政殿学士，谥号文懿。有《雁湖集》一百卷，今佚。还有《清尘录》三卷、《援毫录》八十卷及《王荆公诗注》。

## 延伸阅读
[在维基数据编辑]
 《宋史·卷398》，出自脱脱《宋史》